# Junioren-Badmintonpanamerikameisterschaft 2012
Die Junioren-Badmintonpanamerikameisterschaft 2012 fand vom 25. bis zum 29. Juli 2012 in Sherwood Park statt.

## Medaillengewinner der U19
| Disziplin                  | Gold                       | Silber                          | Bronze                        |
| -------------------------- | -------------------------- | ------------------------------- | ----------------------------- |
| Herreneinzel               | Andrew D’Souza             | Benny Lin                       | Jeffrey Kuo                   |
| Herreneinzel               | Andrew D’Souza             | Benny Lin                       | Andrés Quadri                 |
| Dameneinzel                | Iris Wang                  | Cherie Chow                     | Josephine Wu                  |
| Dameneinzel                | Iris Wang                  | Cherie Chow                     | Qufei Chen                    |
| Herrendoppel               | Phillip Chew Jeffrey Kuo   | Benny Lin Duncan Yao            | Daniel Chow Kenneth Hui       |
| Herrendoppel               | Phillip Chew Jeffrey Kuo   | Benny Lin Duncan Yao            | Mac Lee Nathan Osborne        |
|                            | Cherie Chow Christine Yang | Emily Kan Iris Wang             | Nydia González Pamela Treviño |
| Takeisha Wang Josephine Wu | Cherie Chow Christine Yang | Emily Kan Iris Wang             |                               |
| Mixed                      | Phillip Chew Iris Wang     | Joshua Hurlburt-Yu Brittney Tam | Nathan Osborne Josephine Wu   |
| Mixed                      | Phillip Chew Iris Wang     | Joshua Hurlburt-Yu Brittney Tam | Andrew D’Souza Vivian Kwok    |